# Rumannstraße

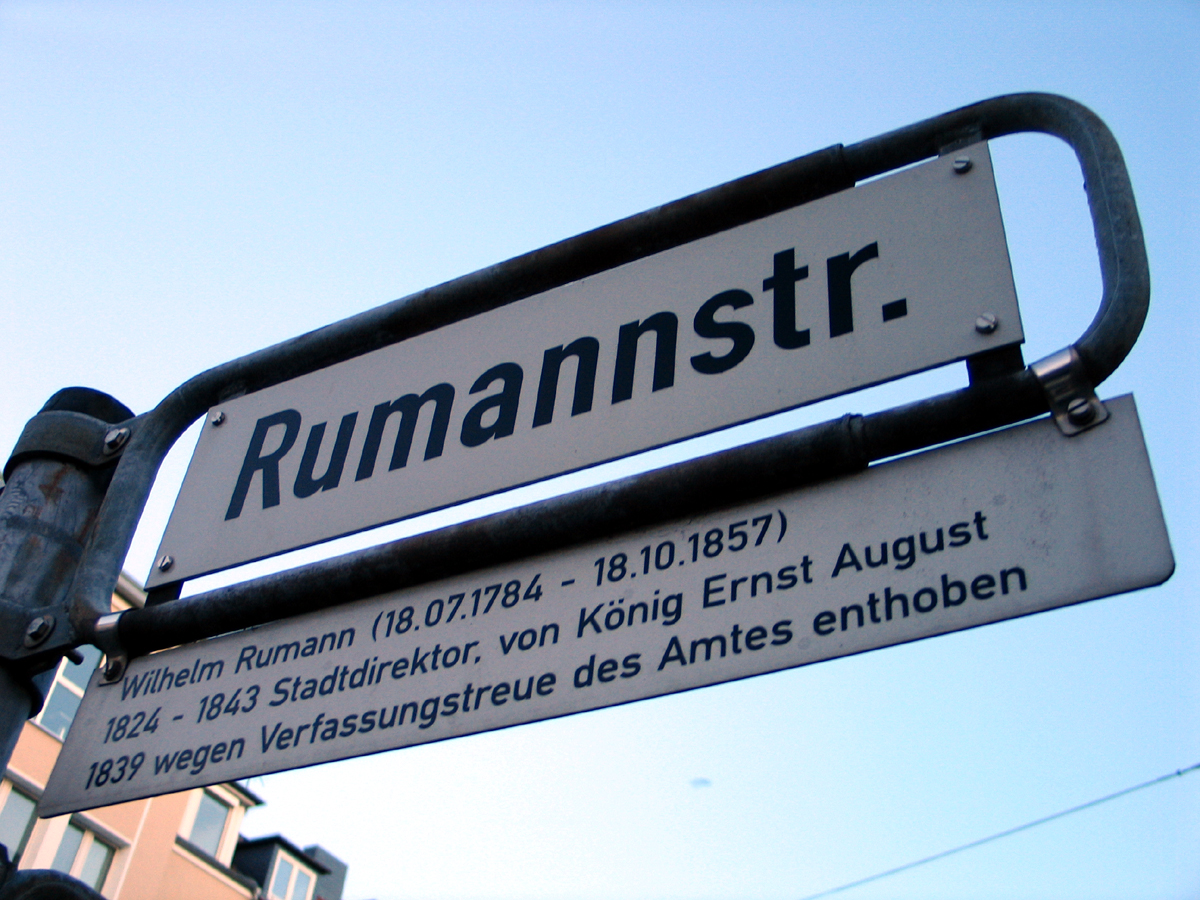
Straßenschild mit Legendentafel zum Stadtdirektor Wilhelm Rumann

Die Rumannstraße in Hannover im heutigen Stadtteil Oststadt wurde im 19. Jahrhundert kurz nach der Ausrufung des Deutschen Kaiserreichs angelegt. Die nach dem hannoverschen Stadtdirektor Wilhelm Rumann (1784–1857) benannte Straße führt von der Sedanstraße bis zur Bödekerstraße und liegt in ihrer Gesamtheit im sogenannten „denkmalpflegerischen Interessenbereich“ in der Zuständigkeit des Niedersächsischen Landesamtes für Denkmalpflege.

## Geschichte und Beschreibung
In der Gründerzeit, überwiegend jedoch ab Ende der 1870er Jahre entstand in dem Bereich nördlich und nordöstlich der Königstraße eine überwiegend vornehme Wohnbebauung für den gehobenen bürgerlichen Bedarf.

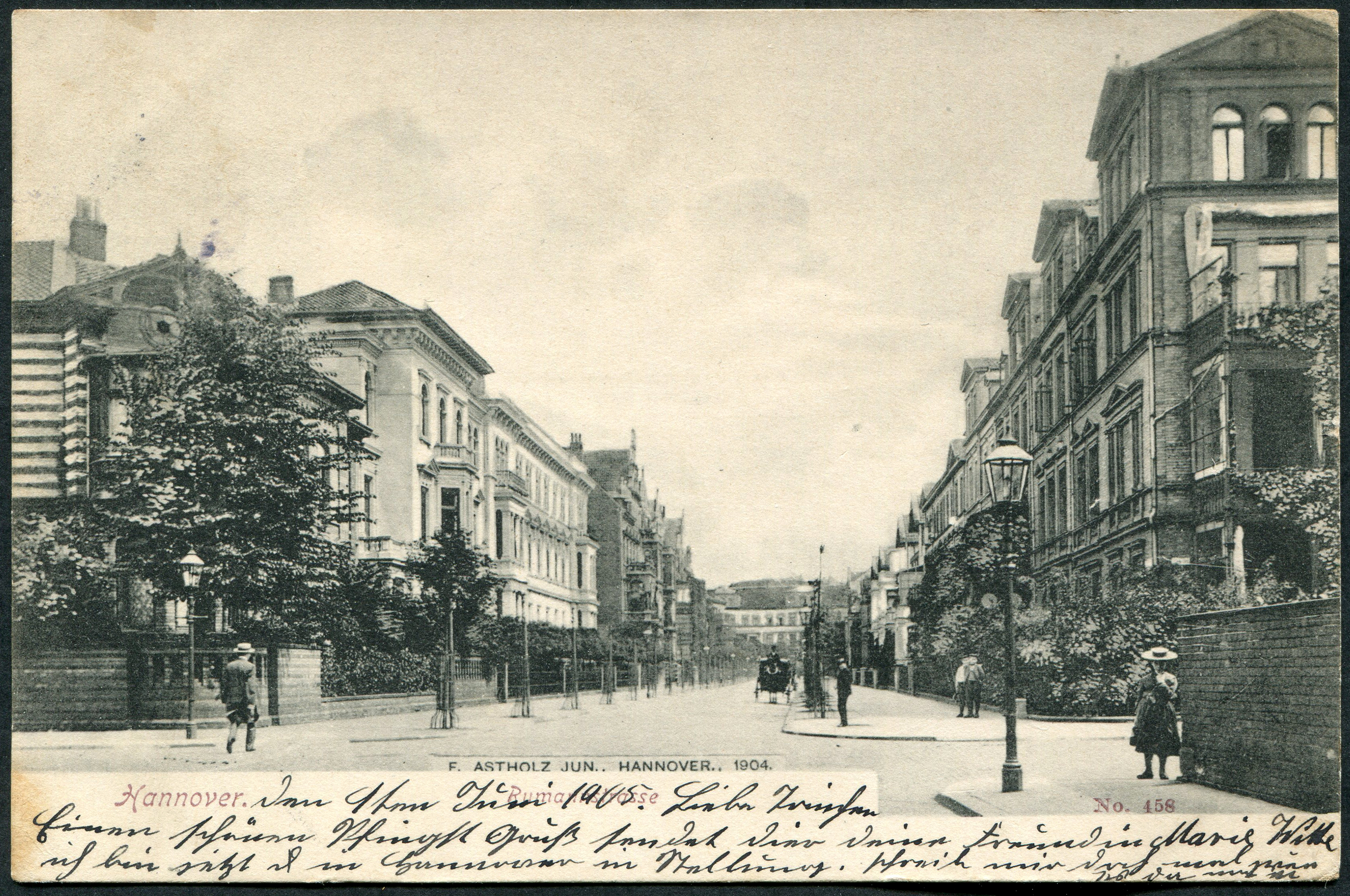
Blick von der Eichstraße durch die Rumannstraße in Richtung Bödekerstraße;
Ansichtskarte Nummer 458 von Friedrich Astholz junior, 1904, Lichtdruck

Eine Gruppe von zwei Mietshäusern, die 1891 nach Plänen des Architekten Max Küster auf den heutigen Grundstücken Rumannstraße 4 und 6 errichtet wurden, hat sich nicht erhalten.
Ende des 20. Jahrhunderts wohnte die Schriftstellerin Charlotte Regenstein unter ihrem Pseudonym Alexander Römer unter der Adresse Rumannstraße 4.
Ab seinem fünften Lebensjahr und bis 1915 bewohnte die Familie des späteren Schriftstellers Hansjürgen Weidlich „das Erdgeschoss in dem dunklen Eckhaus der Bödekerstraße am Ende der Rumannstraße“, von wo aus die Kinder die alljährlichen abendlichen Fackelzüge am Geburtstag von Kaiser Wilhelm beobachten durften.

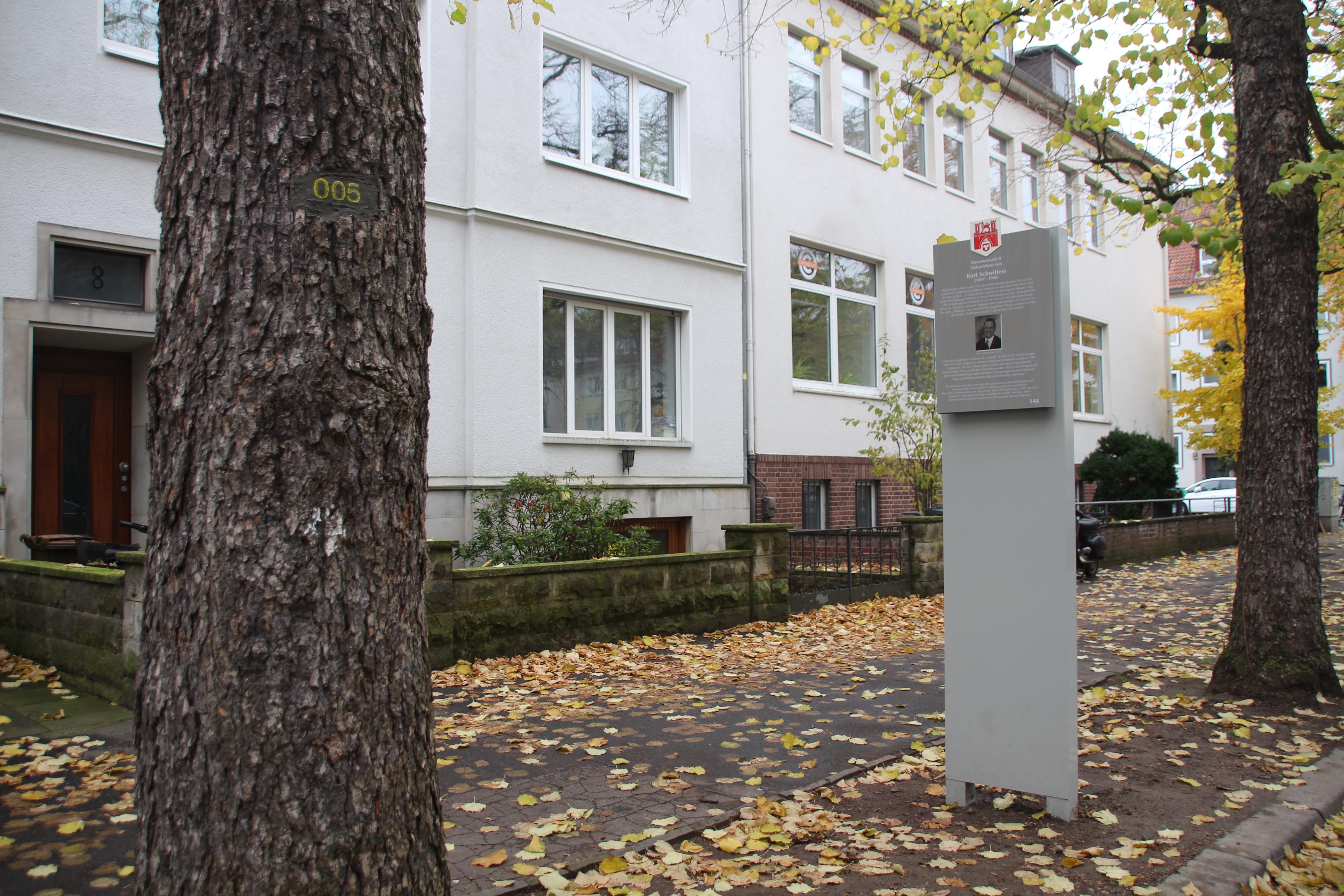
Stadttafel für Kurt Schwitters vor dem Haus Rumannstraße 8

2016 konnte der Physiker Walter Selke mit Unterstützung des im Stadtarchiv Hannover tätigen Christian Heppner die lange als verloren geglaubte Geburtsstätte des Künstlers Kurt Schwitters neu verorten. Ein lange verbreiteter Irrtum hatte sich im Jahr 1956 ergeben, als die Hausnummern in der Rumannstraße neu festgelegt wurden; für die eine Straßenseite die geraden, für die andere Straßenseite die ungeraden Hausnummern. Dadurch erhielt die Rumannstraße 2 – die Geburtsstätte des Künstlers lag in dem erhaltenen Erdgeschoss des Gebäudes – die heutige Hausnummer 8. Vor dem Haus Rumannstraße 8 stellte die Stadt Hannover im November 2021 eine von Walter Selke initiierte Stadttafel auf, die an Leben und Werk von Kurt Schwitters erinnert.
Die historische Bebauung der seinerzeit oftmals zweieinhalb- bis dreigeschossigen Reihenhäuser lässt sich noch heute insbesondere in der als Bauensemble denkmalgeschützten Gruppe Rumannstraße 15 sowie 17/19 ablesen: Die drei aneinander auf der nördlichen Straßenseite Ende der 1870er Anfang der 1880er Jahre errichteten Gebäude ähneln der von dem Architekten Heinrich Köhler am Schiffgraben entworfenen Bauten, wenngleich die in der Rumannstraße erhaltenen Baukörper einfacher gestaltet wurden; ihre „Plastizität wird durch Gesimse, Fensterverdachungen betont.“ Die Baugruppe mit ihren Hintergebäuden diente rund ein Jahrhundert nach ihrer Errichtung inklusive des rückseitig bis an die Holscherstraße heranreichenden Grundstückes Anfang der 1980er Jahre als Schulgebäude für die Albert-Liebmann-Schule.
Während der Luftangriffe auf Hannover im Zweiten Weltkrieg erlitt die Gegend nördlich und nordöstlich der Königstraße starke Zerstörungen durch Fliegerbomben.
Das Doppelhaus Rumannstraße 17/19 dient heute (Stand: Oktober 2018) unter der Bezeichnung „Wohnheim Rumannstraße“ als von der Caritas-Hannover betreute und vollausgelastete Flüchtlingsunterkunft für 65 Menschen.

## Vielharmonie
Unter der Adresse Rumannstraße 9 findet sich die von der Gundlach-Stiftung eingerichtete „Vielharmonie“, in der Stipendiaten des Gundlach Musikpreises für jeweils zwei Jahre mietfrei wohnen und ihre musikalischen Fähigkeiten ausbauen können. Hierfür wurde ein ehemaliges Wohnhaus im Jahr 2003 für Musikstudien umgestaltet und unter anderem mit einer schalldichten „Übebox“ ausgestattet. Nach der Restaurierung des Pavillons, Teil der Kulisse während des jährlich veranstalteten Serenadenkonzertes, wurde dieser im Jahr 2005 beim Garten- und Innenhofwettbewerb der Stadt Hannover ausgezeichnet.